# Metopium toxiferum
Metopium toxiferum là một loài thực vật có hoa trong họ Đào lộn hột. Loài này được (L.) Krug & Urb. mô tả khoa học đầu tiên năm 1896.

## Hình ảnh

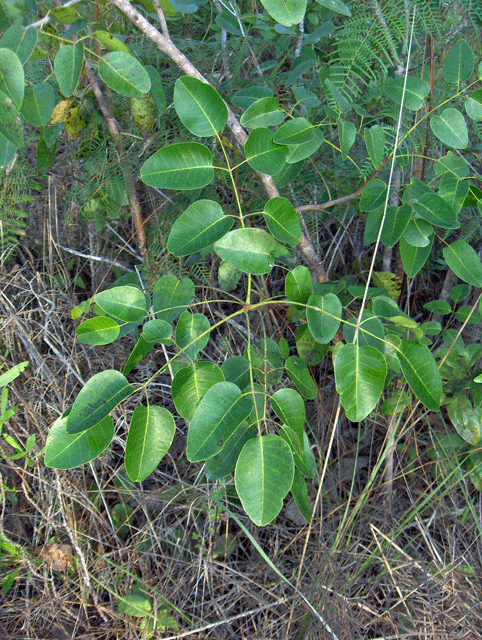
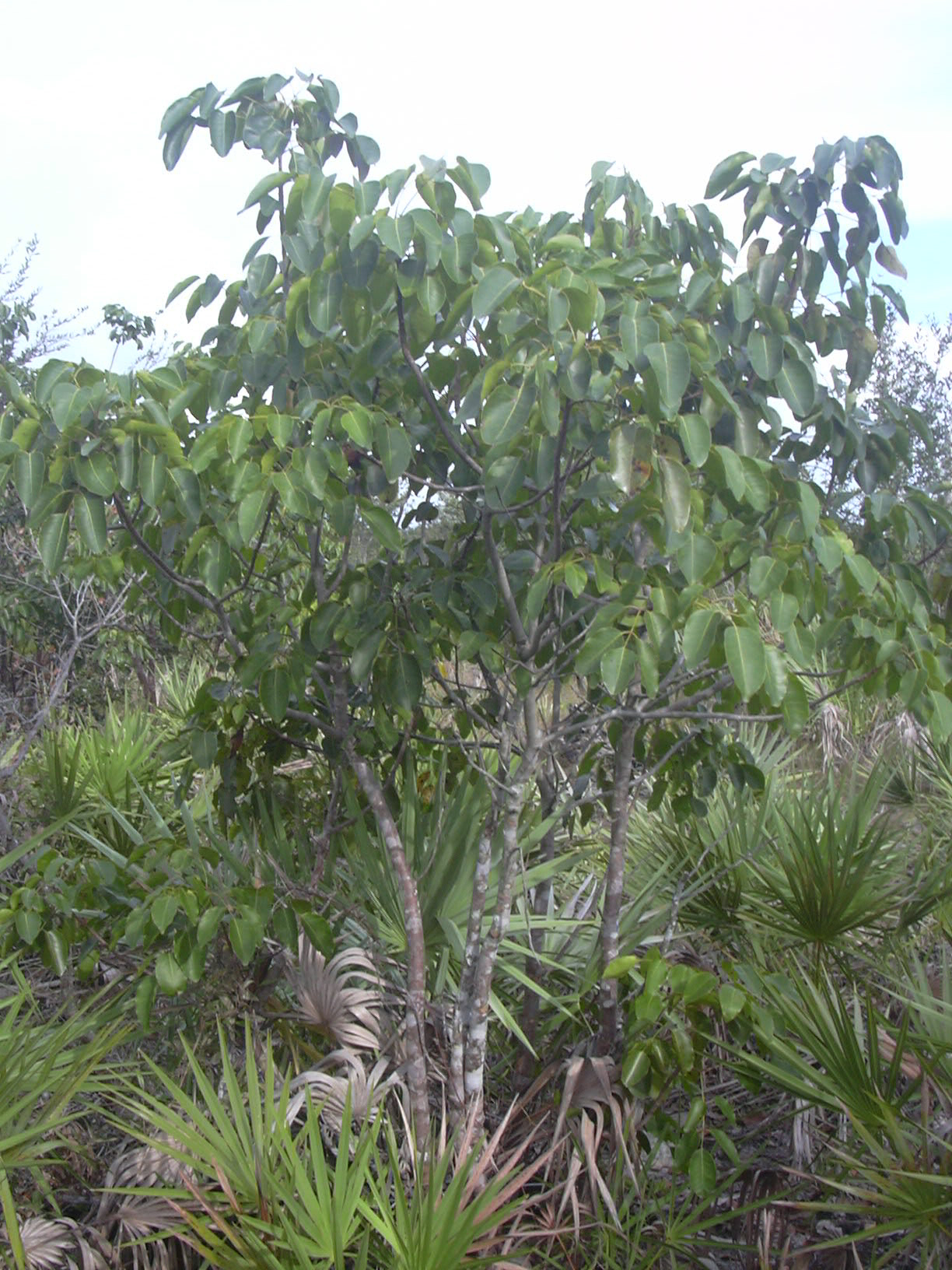